# 筑紫哲也 NEWS23
『筑紫哲也NEWS23』（ちくしてつや ニュース・ツー（トゥー）・スリー、英称：TETSUYA CHIKUSHI NEWS23）は、1989年10月2日から2008年3月28日まで、TBS系列（JNN）で平日（祝日含む）23時台に生放送されていた、平日最終版の報道番組。筑紫哲也の冠番組としてスタートし、筑紫の降板に伴う番組刷新以降も、『NEWS23』の名は後続番組に継承されている。

## 番組の歴史

### 放送開始の経緯
番組名に使われている数字「23」は放送時間の由来もあるが、野球のボールカウント（SBO方式）におけるフルカウントこと「ツーストライク スリーボール」の略称の由来もあり、読みは「にじゅうさん」や「トゥエンティースリー」ではなく「ツースリー（トゥースリー）」の読みになった。これは当時視聴率が低迷していたTBSの平日最終版ニュースの「起死回生」にかけた。番組開始時のキャッチコピーは「ニュースは熱い。真夜中のニュースランド」だった。まだ番組をPRするCMでは「WE TRY HARDER」と、それまでとは違い真正面からぶつからなくなったもののライバル「ニュースステーション」を意識した文言となっていた。筑紫は番組スタート当時の雑誌インタビューや、自らの著書『ニュースキャスター』などで「『君臨すれども統治せず』の編集長」と自らの立場を説明していたが、放送期間中に発生したTBSビデオ問題を機に、TBSの社長人事にまで影響を及ぼした。

### 第1期（1989年10月 - 1997年9月）
視聴率不振で僅か1年の短命に終わった、『JNNニュースデスク'88・'89』の枠を1時間繰り下げ、さらに『JNN SPORTS CHANNEL』と『情報デスクToday』の2番組とも統合した上で1989年10月2日に放送開始。開始当初は筑紫のほかに、浜尾朱美・池田裕行を中心に番組を進行。スポーツキャスターには野球解説者の小林繁が起用された。
番組のオープニングで「筑紫哲也NEWS23」とタイトルを出した後、右下にJNNのテロップを出していた。
この時期は、番組前半では報道局とスポーツ局が制作するニュースと特集、スポーツニュースを放送、23:50からのローカル枠（TBSは後述する「OBJECTION」を放送）を挟み、23:55からの番組後半では社会情報局（TBSビデオ問題後の社内改革で廃止）が主に制作する特集を放送。また当時、本番組は「報道」「スポーツ」「情報」の3つから成る、という表現もしていた。番組後半はアシスタントを阿川佐和子、三崎由紀、有村かおり、渡辺真理が務めた。放送時間帯は阿川がキャスターを務めた『Today』の後継枠であるが、ニュース部分を報道局担当パートに集約させたため、いわゆる「企画枠」として、インタビューからドキュメントまで幅広く扱った。初期は『Today』の名残で朝刊早版を紹介するコーナーもあったが、本番組ではエンディングで天気・市況とともに軽く触れる程度に縮小されていた。
この頃の新聞のラ・テ欄表記は「筑紫哲也ニュース23」で、番組内でもよく使用していた（テレビ欄がハーフサイズの場合は「ニュース23　キャスター筑紫哲也」「ニュース23」となっていた）。
1996年3月25日、坂本弁護士一家殺害事件の契機となったとされるTBSビデオ問題では、内部調査の結果として一貫して否定していたTBS側が、この日一転して事実を認めて謝罪した。このことを受け、同日放送分の『多事争論』内では、筑紫がマスメディアが視聴者との信頼関係の上で存在していることに触れながら「TBSは今日、死んだに等しいと思います。……今日の午後まで私はこの番組を今日限りで辞める決心でおりました」と発言した。この発言は大きな波紋を呼んだが、筑紫はその後10年以上にわたってメインキャスターを務めた。しかしこの問題が発覚して以降、老舗である『きょうの出来事』（日本テレビ）や、1994年4月より始まった後発の『ニュースJAPAN』（フジテレビ）といった裏番組に視聴者が流れ、一時は視聴率が急速に低下した。

### 第2期（1997年9月 - 2006年9月）
1997年9月29日放送分より、大規模な番組リニューアルを実施。出演者の面では、筑紫と1996年10月から出演していた佐古忠彦に加え、新たに草野満代・進藤晶子を起用し4人体制となる。また、金曜日以外の番組後半を廃止、番組ロゴ（ロゴのタイトルは「筑紫哲也ニュース23」から「TETSUYA CHIKUSHI NEWS23」に変更された）・テーマ曲、Nスタジオのセットやグラフィックデザインなどをリニューアルし、新聞表記も「ニュース23」（初期のロゴから英語の「NEWS23」となったまま）から「NEWS23」となった。
リニューアルに合わせて、30分遅れの金曜日を通称「金曜版ニュース23」とし、番組後半を「金曜深夜便」と改称。1999年10月からは金曜日のテーマ曲をピアノアレンジ違いとしている。
2004年10月からは月曜日の放送を拡大し、新企画「マンデープラス」を開始。
2005年3月28日、TBSが平日の報道・情報系生ワイド番組のリニューアルを実施。「NEWS23」も同日放送分よりハイビジョン制作へ移行、並びにタイトルロゴ、セット、テーマ曲を、1997年秋以来7年半ぶりにリニューアルした。天気予報も平日で気象予報士でタレントの山田玲奈が務めた。

### 第3期（2006年9月 - 2008年3月）
2006年9月25日放送分より、筑紫を除く出演者のリニューアルを実施。フリーランスの膳場貴子と山本モナに加え、高野貴裕がスポーツキャスターを担当。それまでは金曜日に限りオープニングとエンディングの音楽がピアノバージョンだったが、このリニューアル以降オープニングとエンディングは平日で同じアレンジとなっている。
しかしこのリニューアル以降、出演者の離脱・休養・加入が相次ぐ。リニューアルしたその週に、山本モナが写真週刊誌に不倫報道を報じられ、翌週から出演を見合わせ、そのまま降板となる。その後12月に出水麻衣・岡山裕子、2007年3月に三澤肇が加入する。
さらに2007年5月14日放送分にて、筑紫が初期の肺癌であることを自ら明らかにし、治療のために入院することになった。翌15日放送分からは膳場・三澤が中心となって番組を進行。筑紫は入院中も何度か音声越しに出演し、同年10月8日放送分にも5か月ぶりにスタジオ出演したが、これ以降筑紫は不定期の出演となる。筑紫の出演が不安定なことや筑紫本人の意向もあり、12月3日放送分より後藤謙次（元共同通信）が2代目メインキャスターに就任。筑紫は“スペシャルアンカー”として、大きなニュースがある場合のみ出演することとなった。もっとも、当初後藤は「取材活動に充てたい」という自身の方針から、金曜日は大きなニュースがある場合のみの出演だった。
後藤のメインキャスター就任後も、番組タイトルは『筑紫哲也NEWS23』のまま変更されなかったが、2008年3月31日より、番組名から筑紫の名前を外す形で『NEWS23』へと移行。『筑紫哲也NEWS23』としての最後の放送となった、2008年3月28日放送分での「多事争論」では、「来週からの番組リニューアルで、番組名から私（筑紫）の名前が消えます。ただ、体力が許される範囲・番組にプラスになると思える範囲内で番組には関わりたい」と、タイトル変更の話題にも触れつつ今後に対する意欲も示していたものの、結果的には同年7月放送分の『NEWS23』が、生前最後のテレビ出演となった。

## 出演者
メインキャスター・サブキャスター・スポーツキャスター・天気キャスター
| 期間 | 期間       | メインキャスター (メインアンカーマン) | サブキャスター             | スポーツキャスター | スポーツキャスター | 天気キャスター     | 天気キャスター     | 天気キャスター     | サブキャスター （番組後半） |
| 期間 | 期間       | メインキャスター (メインアンカーマン) | サブキャスター             | 月曜 - 木曜        | 金曜               | 月曜 - 水曜        | 木曜               | 金曜               | サブキャスター （番組後半） |
| --- | ---------- | ------------------------------------- | -------------------------- | ------------------ | ------------------ | ------------------ | ------------------ | ------------------ | --------------------------- |
| 1989.10.2 | 1991.3.29  | 筑紫哲也                              | 浜尾朱美 池田裕行          | 小林繁1            | 小林繁1            | （女性サブが担当） | （女性サブが担当） | （女性サブが担当） | 阿川佐和子2                 |
| 1991.4.1 | 1992.4.3   | 筑紫哲也                              | 浜尾朱美 池田裕行          | 木村美穂           | 木村美穂           | （女性サブが担当） | （女性サブが担当） | （女性サブが担当） | 三崎由紀                    |
| 1992.4.6 | 1992.10.2  | 筑紫哲也                              | 浜尾朱美 池田裕行          | 木場弘子           | 木場弘子           | （女性サブが担当） | （女性サブが担当） | （女性サブが担当） | 三崎由紀                    |
| 1992.10.5 | 1993.3.31  | 筑紫哲也                              | 浜尾朱美 池田裕行          | 香川恵美子         | 香川恵美子         | （女性サブが担当） | （女性サブが担当） | （女性サブが担当） | 三崎由紀                    |
| 1993.4.1 | 1996.9.27  | 筑紫哲也                              | 浜尾朱美 池田裕行          | 香川恵美子         | 香川恵美子         | （女性サブが担当） | （女性サブが担当） | （女性サブが担当） | 有村かおり                  |
| 1996.9.30 | 1997.9.26  | 筑紫哲也                              | 浜尾朱美 池田裕行 佐古忠彦 | 香川恵美子         | 香川恵美子         | （女性サブが担当） | （女性サブが担当） | （女性サブが担当） | 渡辺真理                    |
| 1997.9.29 | 1999.9.24  | 筑紫哲也                              | 草野満代 佐古忠彦3         | 進藤晶子           | 進藤晶子           | （女性サブが担当） | （女性サブが担当） | （女性サブが担当） | （廃止）                    |
| 1999.9.27 | 2000.3.31  | 筑紫哲也                              | 草野満代 佐古忠彦3         | 小倉弘子           | 小倉弘子           | （女性サブが担当） | （女性サブが担当） | （女性サブが担当） | （廃止）                    |
| 2000.4.3 | 2001.12.28 | 筑紫哲也                              | 草野満代 佐古忠彦3         | 小倉弘子4          | 草野満代4          | （女性サブが担当） | （女性サブが担当） | （女性サブが担当） | （廃止）                    |
| 2002.1.4 | 2004.3.26  | 筑紫哲也                              | 草野満代 佐古忠彦3         | 小倉弘子           | 小倉弘子           | （女性サブが担当） | （女性サブが担当） | （女性サブが担当） | （廃止）                    |
| 2004.3.29 | 2004.9.24  | 筑紫哲也                              | 草野満代 佐古忠彦3         | 小倉弘子           | 小倉弘子           | 草野満代           | 草野満代           | 真壁京子           | （廃止）                    |
| 2004.9.27 | 2005.3.25  | 筑紫哲也                              | 草野満代 佐古忠彦3         | 久保田智子         | 久保田智子         | 草野満代           | 草野満代           | 真壁京子           | （廃止）                    |
| 2005.3.28 | 2006.9.22  | 筑紫哲也                              | 草野満代 佐古忠彦3         | 久保田智子         | 久保田智子         | 山田玲奈           | 山田玲奈           | 山田玲奈           | （廃止）                    |
| 2006.9.25 | 2006.12.1  | 筑紫哲也                              | 膳場貴子                   | 高野貴裕           | 高野貴裕           | （日替わり）5      | （日替わり）5      | （日替わり）5      | （廃止）                    |
| 2006.12.4 | 2006.12.28 | 筑紫哲也                              | 膳場貴子                   | 高野貴裕           | 高野貴裕           | 出水麻衣           | 岡山裕子           | 岡山裕子           | （廃止）                    |
| 2007.1.9 | 2007.3.2   | 筑紫哲也                              | 膳場貴子                   | 高野貴裕           | 高野貴裕           | 出水麻衣           | 出水麻衣           | 岡山裕子           | （廃止）                    |
| 2007.3.5 | 2007.11.30 | 筑紫哲也                              | 膳場貴子 三澤肇6           | 高野貴裕           | 高野貴裕           | 出水麻衣           | 出水麻衣           | 岡山裕子           | （廃止）                    |
| 2007.12.3 | 2008.2.1   | 筑紫哲也7 後藤謙次8                   | 膳場貴子 三澤肇6           | 高野貴裕           | 高野貴裕           | 出水麻衣           | 出水麻衣           | 岡山裕子           | （廃止）                    |
| 2008.2.4 | 2008.3.28  | 筑紫哲也7 後藤謙次8                   | 膳場貴子 三澤肇6           | 出水麻衣9          | 膳場貴子9          | 岡山裕子           | 岡山裕子           | 岡山裕子           | （廃止）                    |
| - 上記の筑紫以外の末期キャスター陣は全員、リニューアル後の次番組『NEWS23』にも引き続き出演。 - 1 『JNNスポーツチャンネル』から続投。 - 2 『情報デスクToday』から続投。 - 3 1999年9月まで、金曜日は出演せず。 - 4 小倉の『大好き!東京ゲスト10』→『サンデー・ジャポン』担当との兼ね合いによる。 - 5 当初は山本モナと膳場が日替わりで担当。山本の降板後は膳場が担当。 - 6 毎日放送（MBS）からの出向。 - 7 スペシャルアンカー（特別キャスター）として不定期で出演。 - 8 金曜日は出演しない（下記参照）。 - 9 出水の『J-SPO』担当との兼ね合いによる。 |            |                                       |                            |                    |                    |                    |                    |                    |                             |

ナレーター
｢筑紫｣時代は一貫して柳志津男がニュース・特集企画のナレーションを担当。スポーツニュースは時期の詳細は不明であるが、真中了（水曜日まで）と八戸優（木曜日・金曜日）が担当した。
｢サッカー23｣解説者
- 中西哲生（スポーツジャーナリスト）
- 小倉隆史（TBS・BS-i（現在：BS-TBS）サッカー解説者。日本代表関連の話題で不定期に出演していた）

かつて、毎週月曜日（原則）に、主として前週末に行われたヨーロッパ各国のサッカーリーグ戦などについて解説していたが、久保田が降板した2006年9月以降は行われなかった。

### 代役について
筑紫の休暇や出張、療養などで休みの時は、初期は黒田清、しばらくは嶌信彦、秋山豊寛らが代理を務めていた。佐古と草野の体制になってからは、夏季休暇の時に限り前述の嶌をはじめとした文化人や評論家が日替わりで登場するようになったが、キャスターというよりはコメンテーター的ポジションであり、｢多事争論｣以降の番組後半からは登場しなかったため、実質上の代理は草野・佐古が務めていた。2006年度以降は全て佐古→膳場が担当。
- 池田が不在の時には、当時TBSアナウンサーの岡崎潤司が担当することもあった。
- 佐古は2006年に降板後も、国会からの中継報告などで度々登場しており、2007年11月7日放送分では約1年ぶりにスタジオにも登場した。
- スポーツニュースの代役は浜尾→草野が担当した。2007年は不明。

## 主なコーナー・シリーズ企画
NEWSラウンドアップ→NEWS INDEX
いわゆるフラッシュニュースの名称。サブキャスターやナレーターが交互に原稿を読んでいた。以下に挙げるように第1コーナーにこのコーナーを放送したこともあるが、その日の内容によって変更することもあった。「NEWSラウンドアップ」の頃は、ニュースの合間に筑紫のコメントが入ることが時折見られた。
- 第1期（筑紫・浜尾・池田など）末期の金曜版はゆったりした進行を意識し、その日のニュースはNEWS INDEXをベースにした。
  - 1998年にフライングスタートを開始した際、放送時間が重複していた『きょうの出来事』を参考にし、フラッシュニュースから始まり、特集予告などを挟み、オープニングCGが流れてキャスターの挨拶という順序をとった（およそ1か月）。

SPORTS23
いわゆるスポーツニュースのコーナー。小林繁時代は本番組立ち上げ以前のスポーツニュース番組たる「スポーツチャンネル」の名称をコーナー名として承継していたが、後にこのコーナー名は廃止され、口頭で「スポーツです」との紹介に留まる形になった。後にコーナー名として「SPORTS23」と再命名された。ただ、コーナー名の紹介はロゴ等の表示でしか確認できず、従来と同じく「スポーツです」と紹介されている。
多事争論
筑紫が好きな言葉である福澤諭吉の言葉を拝借したコラムコーナーで、1992年10月5日放送分より開始。筑紫が毛筆でテーマを書いたフリップを持ちながら90秒、筑紫の私的な意見や感想を述べる。当初は毎日放送されていたが、2000年ごろから次第に放送頻度が減少した。
筑紫が夏休みで番組を休んでいる場合、各日のゲストコメンテーター が「多事争論」コーナーで意見を述べている。コーナー開始前の小映像もそれぞれその日のコメンテーターが登場するものである。2007年7月には、「私の多事争論」と題して、落語家の立川談志が出演した。
このコーナーの影響は大きく、筑紫は「抗議の電話が多いだろうなぁ」と思いながら本番に臨むときもあったという。ジャンルを問わず様々な番組で「多事争論」の名前を少し変え、コラムやインタビューなど色々な企画が放送されている。
TBSニュースバードでも、このコーナーのみで0:30、1:30（月曜深夜と金曜深夜は2:30も）から放映されていた。
異論!反論!OBJECTION
番組前半と後半の合間に設けられていたローカルニュース枠で放送されていた、街頭インタビューのコーナー。ひとつのトピックをもとに街頭インタビューを行い、賛成、反対織り交ぜたさまざまな意見を紹介した。「スポーツ23」でこのコーナーのパロディが放送されたことがあり、全国化を果たした形となった。2部制終了後は全国枠での放送となっていたが、2004年の「マンデープラス」開始後は、月曜日の番組前半のエンディングと「マンデープラス」→「月ONE」の間のローカル枠での放送という番組初期と同じような配置となっており、一部地域では視聴できなくなっている。「月ONE」廃止後とともに消滅。
金曜深夜便
その名の通り金曜日に放送。主に文化・芸能分野に関する特集を組むことが多い。また、歌手の生演奏も行われた。
- MBSにネットされない枠であるため、同局に登場しない著名人を取り上げていることも特徴。インリン・オブ・ジョイトイに代表されるエロ系の知性派女性著名人、南野やじに代表される創価学会信者の芸人、放送禁止用語を連発してテレビ・ラジオから締め出しを食らっている鳥肌実も登場した。「金曜深夜便」時代は放送内容の対等が新聞ラ・テ欄に表記されていなかったが、「金曜解放区」から表記されるようになった。

マンデープラス
2004年10月から月曜日に放送。主に高品質のドキュメンタリーを中心とした特集コーナーが組まれる。また、重要なニュースを番組後半で放送した場合は、番組前半の内容を引き継いだ討論やレポートなどを放送する。開始当初は「月+」（「マンデープラス」と読む）というタイトルで、2006年9月から「MONDAY+」に変更された。新聞番組表にも「▽11.55マンデープラス」と表記していた。

### 主なシリーズ企画

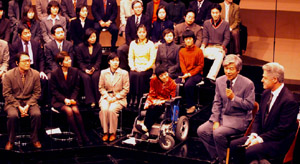
ビル・クリントンアメリカ大統領のタウンミーティング

年間テーマ以外ではない短期集中型のシリーズ企画。話題になっているテーマに関することや現代社会を捉えるものまで多種多様。
おすぎと哲也の映画紹介
映画評論家おすぎと筑紫による最新映画紹介。夏休み前と年末年始前の年2回放送。金曜版23の定番企画として続けられた。
CMベストテン
広告批評で知られる天野祐吉が選定。1年間のCMを総括するもので、12月の金曜日に放送される。番組前半で国内のCMランキングを、番組後半の「金曜深夜便」で国内外の珍しい・面白いCMを紹介という形が多い。本番組前身の一つ「情報デスクToday」から続く企画。
争論・大争論
2001年に「争論」と題した筑紫司会、ゲスト2人による討論企画が放送。その後、数人のゲストを呼び「大争論」と題した企画がたびたび放送される。
それから
2004年から「それから75日」として放送開始。元TBSアナウンサーでフリージャーナリストの下村健一が担当。大きく取り扱われていたニュースが残したもの、あの時見えなかった側面などを探る。2005年4月からタイトルから75日が外れ、月1回の放送に。
NEWS23 蛙男劇場
2006年6月16日放送分より、月1本のレギュラーコーナーとして開始。蛙男商会がサラリーマン層のプライムタイムである本番組で、時事ネタを独自の観点から鋭く風刺し、今までのアニメでは獲得できなかった層を獲得する。同年9月29日放送分からは隔週放送となった。
タウンミーティング
国家元首と事前に番組が選考した日本国民とのタウンミーティングが何度か企画されている。
- 1.ビル・クリントンアメリカ大統領（1998年11月19日放送分）
- 2.朱鎔基中国首相（2000年10月14日放送分）[3]
- 3.小泉純一郎総理大臣（2001年10月15日放送分）
- 4.盧武鉉韓国大統領（2003年6月8日放送分）

クリントン大統領出演時の裏側はタウンミーティング翌日の番組で特集され、アナウンサーのロッカーも私物を残さないで空にさせたり、タウンミーティングの収録スタジオは、収録に直接関係する「特別通行証」所持の社員以外は前日から社員でも近づけなくするなど、局内に厳戒態勢が敷かれた様子が放送された。
その他にも、著名人と筑紫による対談「筑紫録」が随時放送されており、これらは筑紫の1周忌に当たる2009年11月より随時、TBSチャンネルで「筑紫哲也NEWS23 対談特選～時代を映す言葉たち」として放送されている。

## 年間テーマ
1991年から2008年までは、その年の年間テーマを掲げ、シリーズ特集を組むことがあった。後藤謙次がメインキャスターを務めていた2008年も、筑紫は『地球破壊』シリーズでアイスランド取材を行っている。
- 1991年：日本が危ない!
- 1992年：年間テーマなし
- 1993年：乱
- 1994年：論
- 1995年・1996年：脱
- 1997年：年間テーマなし
- 1998年：壊
- 1999年：それから
- 2000年：こころ
- 2001年：幸福論、世界が変わった日（9月12日 - 、アメリカ同時多発テロの発生による）
- 2002年：新・幸福論（2001年に放送した2つのテーマの仕切り直し）
- 2003年：Go!Slow スローで行こう
- 2003年・2004年：この戦争の正体（イラク戦争に伴う）
- 2005年：翔
- 2006年：変
- 2007年：破、がんを生きぬく（この期間に筑紫ががんを患っていることが判明）
- 2008年：地球破壊

## 放送時間
| 期間      | 期間      | 月曜                   | 火曜 - 木曜            | 金曜                   |
| --------- | --------- | ---------------------- | ---------------------- | ---------------------- |
| 1989.10.2 | 1997.9.26 | 23:00 - 翌0:30（90分） | 23:00 - 翌0:30（90分） | 23:30 - 翌0:35（65分） |
| 1997.9.29 | 1998.3.27 | 23:00 - 23:55（55分）  | 23:00 - 23:55（55分）  | 23:30 - 翌0:35（65分） |
| 1998.3.30 | 2004.10.1 | 22:54 - 23:50（56分）  | 22:54 - 23:50（56分）  | 23:30 - 翌0:35（65分） |
| 2004.10.4 | 2008.3.28 | 22:54 - 翌0:25（91分） | 22:54 - 23:50（56分）  | 23:30 - 翌0:35（65分） |

- 新聞発表上では、1998年のフライングスタート導入以降、月曜日 - 木曜日の番組開始時間が22:54とされていたが、実際には22:54より2分間にわたってCMを流した後、22:56より番組を開始していた。
- 番組後半は『情報デスクtoday』時代に引き続き「任意ネット＝ローカル」枠で、毎日放送・山陰放送・テレビ山口・テレビ高知・大分放送・宮崎放送・1990年9月28日までの北陸放送などネットしない放送局があった。そのため、番組開始当初は番組前半の終了時、番組後半のエンディング曲のインストゥルメンタル版をBGMに筑紫もしくは浜尾が「今日のニュースとスポーツをお伝えしました」と言って締め、番組前半のみでネットを終える局への挨拶代わりにしていた[注 6]。前半終了時の提供クレジットはローカルセールスだったため、後半もネットする局でその後に流す「筑紫哲也ニュース23 このあともひきつづき…」というテロップをTBSが送出していた[注 7]。
- その後、番組後半を同時ネットする地域が次第に増えていくようになったため前半終了時の流れは簡素化されていき、1994年頃からはスポーツニュースが終わった後締めの挨拶を挟まずすぐに前半終了時の提供クレジットを流すようになった。1997年のリニューアル後は、月曜日から木曜日は番組後半が無くなったため、金曜日のみこのスタイルを継続。2004年のマンデープラス開始後は、月曜日と金曜日の番組前半及び火曜日から木曜日はエンディング曲をバックに天気予報の後締めの挨拶を行い、すぐに提供クレジットを流していた。
- 番組後半を同時ネットしない地域では、月曜日から木曜日までは23:50、金曜日は翌0:20で飛び降りていた。
- プロ野球中継の延長や、ドラマ・バラエティ番組の拡大・特番編成により、放送時間が変更されることがしばしばあった[注 8]。
- 年末年始は特番編成の関係上放送を休止し、代替番組として15分間の『JNNニュース』を23:30ごろに設けていた。
- また、（国際的な）ゴルフ中継やテニス中継（ダイジェスト・総集編含む）などで、番組後半を休止したこともあった[12]。
- 2008年以降は、NEWS23#放送時間を参照。

その他
- 1991年2月
  - 放送時間内に「イラクの米軍撤退」の一報が入ったのを受け、番組前半をCMなしで30分延長。当日は番組後半を臨時ネットした局もあり、直後に放送される番組も70分繰り下げられた。NHKがこれを報じたのは翌朝のことになる。
- 1995年1月17日・1月18日
  - 1月17日早朝に発生した阪神・淡路大震災（兵庫県南部地震）関連のニュースを伝えるため、1月17日放送分は21:00・1月18日放送分は22:30から前倒し拡大で放送[注 9] し、前拡大パートや通常ローカルセールス扱いの番組後半も含め全編JNN報道特別番組扱いで全国完全ネットとした。この2日間、筑紫・有村は大阪・毎日放送のスタジオからの出演（1月17日放送分は池田も[注 10]）となり、東京のスタジオには浜尾が1人で残って、震災に関する日本国政府の対応や震災関連以外のニュースを伝えた。
- 1995年5月16日
  - 『筑紫哲也&立花隆スペシャル 麻原代表遂に逮捕』(21:00 - 0:30)を放送[13]。
- 1996年5月20日 - 5月24日
  - オウム真理教事件に関連するTBSビデオ事件の不祥事の謝罪として、TBSのみ深夜放送を中止。これに伴い、5月20日（月）から5月23日（木）の4日間は23:50まで、5月24日（金）は翌0:20まで番組前半のみの放送となった[注 11]。
  - この間、番組後半をネットしていた局は「ドキュメントDD」などの裏送り番組や、ローカル番組を代替として放送していた。
- 2001年9月11日：アメリカ同時多発テロ事件
  - 直前の時間帯にて放送されていた『ジャングルTV〜タモリの法則〜』（毎日放送制作）を22:37に途中打ち切り[注 12]。予定より20分程度早いスタートとなり、0:57まで放送[3]。その後も6:00まで『JNN報道特別番組』として放送された。佐古は4:00から再び担当した。
  - 翌9月12日放送分は、20:54 - 21:30まで『JNN報道特別番組「アメリカ同時多発テロ」筑紫哲也緊急スペシャル』を放送（当日はプロ野球中継があり、30分延長のオプションを特番に充てた）。23:24からは90分特番『筑紫哲也NEWS23「緊急SP・アメリカ同時多発テロ」』として放送[3]。この2日間は草野が夏季休暇中だったため、筑紫と佐古のみで進行した。
- 2001年11月12日：アメリカン航空587便墜落事故
  - 直後に放送していた『ワンダフル』を急遽打ち切り、23:57 - 27:20に報道特番を放送[3]。
- 2005年4月25日：JR福知山線脱線事故
  - マンデープラスの枠で報道特番を放送。当日はJNN協定が適用され、毎日放送を含む全局が番組後半も通しで放送した。
- 2006年1月23日：ライブドア・ショック
  - 直前の時間帯にて放送予定だった『月曜ミステリー劇場』を休止し、21:10から報道特番を放送。マンデープラス枠もこのニュースに費やした。キャスターは筑紫と草野が務めた。
- 2006年6月5日：村上ファンド代表逮捕
  - 時間を拡大して、25:00過ぎまで放送した。
- 2007年9月12日：安倍晋三内閣総理大臣辞任
  - 時間を拡大して24:10まで放送し、筑紫も音声越しで出演した。
- 2007年12月14日：佐世保市銃乱射事件
  - 番組内容を大幅に変更して放送。金曜深夜便枠もこのニュースに費やしたため[注 13] 当初同枠で予定していたCM大賞は中止され、初めて放送が年明けに回された。当時金曜日の放送に出演していなかった後藤も、当日の放送分には臨時で出演した。

### ネット局
1997年9月まで続いた番組後半は当初、該当時間帯としての前番組『情報デスクToday』から引き続いて非ネット局が多数の状況だった。その後、第2部の内容が評判を呼び、徐々にネット局が増加していった結果毎日放送（MBS）を除く全局での放送に至った。筑紫は山陰放送（BSS）が第2部のネットを開始した直後の1991年10月に鳥取県米子市で行われた講演で「第2部をネットしないと講演依頼も受けない、と言ってきた」と話し、自らネット拡大に努めていたことを明かした。他方で、中部日本放送（CBC）・チューリップテレビ・テレビ山口では「マンデープラス（月＋）」は放送されず、毎日放送に至ってはこれに加えて金曜の番組後半もネットされなかった。
- 23:00開始時代には青森テレビで流れるはずのないTBSの23:00.00の時報が稀に聞けた。また、時報はサンスターが提供していた。
- CBCは2005年9月まで「マンデープラス」を定期ネットしていた。また、2007年1月29日放送分の「マンデープラス」[注 14] はCBCが制作したため、当日に限りCBCでも放送。中日クラウンズの開催週（原則としてゴールデンウィークが該当）は、同大会予選ラウンドのハイライトを放送するため「金曜深夜便」を休止。
- 山陽放送は原則「マンデープラス」「金曜深夜便」両方ネットされるが、「マンデープラス」については不定期でローカルスポーツ中継（録画）を行なうために休止することがある。
- 1998年4月から2008年9月までフライングスタートをとり、2分間CMを放送して本編が始まっていたが、中国放送ではこの時間、自社制作番組「キラリ!広島県」を放送していた。

## テーマ曲

### オープニング
- 1989年10月2日 - 1997年9月26日：井上陽水
筑紫が井上陽水に直接会い、直談判の上で依頼した。井上は制作コーディネーターとして大瀧詠一を指名し、当時大瀧の事務所でスタッフをしていた川原伸司と共同で制作に当たった[14]。
井上のスキャットのみによるもので、一部の箇所はCM前のアイキャッチジングルで使われていた。
1990年10月・1995年10月の2度、オープニングCGの変更を行っている。
このテーマソングに曲名・歌詞はついておらず、CDなどへの音源化は長い間されていなかったが、2022年7月に発売された川原伸司の書籍「ジョージ・マーティンになりたくて　〜プロデューサー川原伸司、素顔の仕事録〜」通信販売限定特典CDにて、本曲が初CD化された。曲名は「筑紫哲也ニュース23のテーマ」。
- 1997年9月29日 - 2005年3月25日：坂本龍一「put your hands up」
1999年10月以降、金曜日のオープニングはピアノバージョン。
通常のオープニングとエンディングは坂本のアルバム『CM/TV』に、ピアノバージョンはシングル『ウラBTTB』に収録されている。
タイトルロゴを一新。筑紫哲也の部分が、それまでの日本語漢字表記「筑紫哲也」から「TETSUYA CHIKUSHI」へ変更された。
坂本は2023年3月28日に死去。訃報が伝えられた翌4月3日放送された『news23』では、18年ぶりにオープニングでこの曲が使用された。エンディングではピアノバージョンを使用した。
- 2005年3月28日 - 2008年3月28日：Bank Band with Salyu「to U」
2006年9月22日放送分まで、オープニングは月曜日 - 木曜日が番組オリジナルのバージョン（Salyuと櫻井和寿のスキャットが入る）、金曜日はピアノバージョン[注 15]。エンディングは月曜日と金曜日の番組前半、並びに火曜日 - 木曜日は原曲[注 16]、月曜日の「マンデープラス」と金曜日の「金曜深夜便」はピアノバージョン[注 17]をそれぞれ使用。
2006年9月25日放送分以降、オープニングはテクノ調にアレンジされたものを平日で使用、エンディングにはCM前のアイキャッチと同様、ピアノバージョン[注 17] が平日で使用された。
筑紫や番組スタッフがこの楽曲のデモを聴き、曲の世界観が番組のコンセプトに合致しているということで主題歌に採用された[15]。
2006年7月に発売されたシングル盤には、原曲とピアノバージョンが収録された。

### エンディング
放送開始から1997年9月までのエンディングテーマは筑紫が選び、アーティストに直接頼み込んで実現したものもある。
- 1989年10月 - 1991年5月：井上陽水「最後のニュース」後に、奥田民生によってカバーされた。また、同曲が使われていた当時は番組前半終了の23:50（金曜日は翌0:20）で飛び降りる系列局が多かったため、スポーツコーナーの後のCM前に『最後のニュース』のインストゥルメンタル版をBGMに番組前半のみでネットを終える地域への挨拶を兼ねて筑紫もしくは浜尾が「今日のニュースとスポーツをお伝えしました」と言っていた(なお編成の都合で第1部のみで番組が終わる場合、同じスタイルで番組をこの時間で終了する明確なコメントになっていた)。しかし第2部のネット局が増えてくるとこのインストルメンタルのスタイルをやめ、普通のCM前ジングルが流れるようになった。
- 1991年6月 - 9月：サザンオールスターズ「ネオ・ブラボー!!」
- 1991年10月 - 12月：小田和正「あなたを見つめて」
- 1992年1月 - 3月：佐野元春&矢野顕子「また明日...」
- 1992年4月 - 9月：忌野清志郎&2・3’s「NEWSを知りたい」
- 1992年10月 - 12月：森山良子「いま、思い出してみて」
- 1993年1月 - 3月：ウォーク・ウィズ・サンダー （宇崎竜童・井上大輔・井上堯之・琢磨仁・そうる透）「soul searching」
- 1993年4月 - 6月：加藤登紀子「川は流れる」
- 1993年7月 - 9月：りんけんバンド「世・世・世 〜You You You〜」
- 1993年10月 - 1994年3月：中島みゆき「最後の女神」
- 1994年4月：アイ・ジーン「川は流れる」
- 1994年5月 - 6月：ヤドランカ「風よ! FORTISSIMO」
- 1994年7月 - 9月：ネーネーズ「黄金の花」
- 1994年10月 - 12月：憂歌団「風を追いかけて〜CHASIN’ THE WIND〜」
- 1995年1月 - 6月：渡辺美里「シンシアリー［Sincerely］」
- 1995年7月 - 9月：新井英一「清河への道」
- 1995年10月 - 12月：新良幸人パーシャクラブ「ファムレウタ（子守歌）」
- 1996年1月 - 3月：石川セリ「翼」
- 1996年4月 - 6月：玉置浩二「メロディー」（後に、日曜劇場『メロディ』の挿入歌として使用されている）
- 1996年7月 - 9月：朝霧舞・国吉なおみ・国吉昭子「月桃」（映画『GAMA 月桃の花』主題歌）
- 1996年10月 - 12月：カルメン・マキ「星の河を渡ろう」
- 1997年1月 - 3月：サザンオールスターズ「平和の琉歌」
- 1997年4月 - 6月：井上陽水奥田民生「手引きのようなもの」
- 1997年7月 - 9月：今井美樹「私はあなたの空になりたい」

1997年秋以降は前出の「put your hands up」「to U」のアレンジ版を使用。前者に関しては一時期、筑紫が司会しキャンペーンにもなった『地雷ZEROキャンペーン』のテーマ曲「ZERO LANDMINE」がエンディングに流されたこともあった。

## スタジオセット
初代 (1989.10.2 - 1991.9)
ドーナツ型のキャスターテーブル。
白を基調としたセットで、筑紫の席の奥には番組ロゴが描かれた登場口が、右端にはスポーツ用のモニターが多数置かれたセットがあった。スタジオは朝の『HOTLINE』→『ビッグモーニング』と共用。番組2年目からはマイナーチェンジで赤茶色の装飾が追加された。
この代のみ、座る位置が左から池田・筑紫・浜尾となっている(後半エンディング時は左から池田・後半キャスター・筑紫・浜尾・スポーツキャスターとなっており4代目まで一緒であった）。2代目直前のときはスタジオ改装中のため工事中をイメージした仮設セットとなった。
2代目 (1991.10 - 1992.9)
通称「ミクロコスモス」導入に伴いリニューアル。
黄緑色をベースとしたやや暗めのセット。
1992年9月末はスタジオセット改装のため、多数のモニターを設置したベージュ色の壁を基調とした簡素なデザインの仮設セットから放送された。
3代目 (1992.10 - 1994.9.30)
茶色を基調としたリビング風の物。
右側には本棚と階段が、左側には大型モニターがあった。
この代までは旧テレビ局舎Fスタジオ。
4代目 (1994.10.3 - 1997.9.19)
この代以降は現放送センターNスタジオからの放送となる。
先代のセットを踏襲したセット。左側にはソファー席を挟んで、「ニュースの森」のセットが設けられていた。1997年9月末は番組のリニューアルに伴うスタジオ改装のため、それまで使用していたスタジオの絵が描かれたパネルを立てて番組が放送された。
5代目 (1997.9.29 - 1998.9)
青色・ピンク色を基調としている。筑紫・草野の位置の後ろには番組ロゴのモニターが縦に並べられていた。
左側にはソファー席が、右側には大型モニターがあった。多事争論はこの期間のみこのモニターを使用して進行していた。
立席のちに着席、スポーツコーナー等では以前から着席。

6代目 (1998.10 - 2000.3.24)
木目調のセット。先代同様左側にはソファー席が、右側には大型モニターがあり、ソファー席の背景は変更されていない。
スタジオ改装のため、2000年3月末は5日連続で全国各地から中継する「志」キャラバンを放送。最終日は有珠山噴火のニュースに時間を割いた。
7代目 (2000.4.3 - 2005.3.25)
濃いクリーム色のセット。中央上にはシャンデリアが、夜景の窓の右側には階段と植物があった。右側には大型モニター、左側（本番組のセットと「ニュースの森」のセットの間に位置する部分）にはソファー席があった。
2001年10月頃から筑紫の位置の後ろの背景が昼の風景から夜景に変更された。
ソファー席の箇所はニュースの森でもエンディング挨拶の際に映り込んでいた。
座る位置は通常時は左から草野・筑紫・佐古の順で、エンディングは左から佐古・草野・筑紫・小倉の順。 一時期スポーツコーナーではセットの前にモニターと専用の装飾・テーブルを設置して進行していた。
2004年1月5日放送分は、「2004 ニッポンの分かれ道」として全編バーチャルクロマキーを使用して放送した。
※4代目 - 7代目では金曜深夜便の生演奏企画などで「ニュースの森」のスペースも使われた。
8代目 (2005.3.28 - 2006.9.22)
白や茶色をベースとした暗めのセット。右奥にはソファー席があった。
この代から、多事争論はテーブルを背景に立って進行する形に変更されている。
2006年からは筑紫の位置の後ろに「変 2006」と表記された額縁が追加された。
9代目 (2006.9.25 - 2008.3.28)
8代目のマイナーチェンジ版。
左奥には番組ロゴが描かれたパネルが置かれていた。

## 提供クレジットについて
開始当初は白文字表示であったが、1996年ごろよりほぼ全てのスポンサークレジットに各社扱い（30秒提供）でありながらカラー表示が採用されており、本番組がその先駆けとなっている。この方式は『NEWS23』になってからも現在に至るまで継続され、2021年4月以降はTBS系列の全ての番組で採用されている。

## ｢ニュースステーション｣との関係
｢NEWS23｣は、テレビ朝日が1985年10月7日より放送していた『ニュースステーション』（Nステ）と番組比較の対象となった。筑紫自身も、同番組のメインキャスターの候補として名前が挙がっていたうちの一人であり、本番組においても同番組について、以下のように度々言及したこともある。
1999年9月に、久米宏が同番組からの一時降板を発表した際に、「多事争論」の中で「『休養』という名で番組からまもなく姿を消すという話を聞いて、大変残念だという思いがする。（中略）希有の才能をお持ちの方なんで、本当に『休養』して、また戻ってきて欲しいもんだと思います」と久米への思いを語っていた。
また、同番組が2004年3月26日に放送終了した際、筑紫は同日放送分の「多事争論」で「この番組（Nステ）が無かったら私たちの番組も生まれていなかっただろう、ライバルというより『同じニュースというものを追究している仲間だ』という想いが強くあります」と述べ、互いに意識していたことを明かした。

## 評価
- 香川県の豊島（てしま）に東京の産業廃棄物が大量に投棄された問題（1990年ごろから）を、当時番組開始記念として全国キャラバンしていた頃で、ちょうど四国・中国地方の中継番組の打ち上げの中、ローカル局記者が「バブルで東京は浮かれているが、実は東京の産廃が豊島に運ばれているらしい」という愚痴めいた話題を持ち出した際に、筑紫が「その問題をやろう」と決断。山陽放送（曽根英二記者）がいち早く報じスクープとなった。その後、中坊公平弁護士がこの問題に住民側弁護士として参加。当初「問題ない」としていた香川県はついに謝罪し撤去工事をすることになった。この問題の中で、当初より運動をしていた島民の中から県議会議員を誕生させるなど大きな広がりを見せ、数回にわたるNEWS23の報道は大きな反響を呼び、結果、住民たちが環境破壊に立ち向かい勝利した話として、語り継がれている。後日談で曽根記者はWEBにてその経緯を書いている。
- 2代目サブキャスターを務めた草野満代は、番組では20分くらいのドキュメンタリーを挿入し、ほかのニュースをカットしてでも、ドキュメンタリーを伝える場を守ろうとしたと評している[18]。

## 批判された報道内容
- 1995年1月17日に発生した阪神・淡路大震災（兵庫県南部地震）に関する報道において、ヘリコプターからの取材に臨んだ筑紫が、地震による火災で燃え上がる神戸市の様子を「まるで温泉街（おんせんまち）に来ているようです。そこらじゅうから煙が上がっています」と発言し放送。これが『あまりに無思慮である』と視聴者から批判され、筑紫も非を認めている。歌手の嘉門達夫は、自身の曲「怒りのグルーヴ〜震災編〜」でこれを取り上げている。

また同震災において、撮影取材を拒絶した被災者のグループを取り上げた際、筑紫が「被災者は感情的になっている」とコメントした。この被災者のひとりと知人であった田中康夫は、自身の著書『神戸震災日記』で、この撮影取材は被災者に無断で行われたもので、なおかつ放送しないことを約束したにもかかわらず放送された、としている。もっとも、この田中の指摘は事実とは異なり、取材映像は放送しておらず、筑紫が補足コメントで述べたものに過ぎない。筑紫は自著の中で田中の名を挙げなかったものの、この批判を知っていたとしている。
- 1997年9月1日放送分にて、「きょうの特集」において朝鮮民主主義人民共和国（北朝鮮）に渡った日本人妻へのインタビューを放送。そこでは「日本人妻は何の不満も無く差別されずに安泰に暮らしている」という日本人妻たちの回答を放送した。これについて井沢元彦は、共産圏とは言論の自由も無いわけで、筑紫がまさかそんな基本的なことすら知らないジャーナリストではない筈であり、明らかに日本人妻の本音とは違う部分を何の論評もせずに垂れ流すというのは、北朝鮮の宣伝に加担しているものであり、明らかに意図的であり偏向報道の何ものでもなかった、と筑紫と本番組を批判した[20]。
- 1999年7月15日放送分の「多事争論」において、東芝クレーマー事件を取り上げた際、東芝を一部上場企業と匿名で報道した上で、当事者に批判的な発言を行った。また、このときインターネットを「かなり恣意的で、トイレの落書きに近い、などという酷評すらあります」と批判した発言は、インターネットを中心に反発が広がり、「便所の落書き」発言として一人歩きすることとなった。放送当日のスポンサーが東芝で、「多事争論」の直前に東芝ダイナブックのCMが放送されたとされることも非難を大きくする要因となった。
- 2006年6月29日放送分にて、内閣総理大臣小泉純一郎の靖国神社参拝について、アメリカ合衆国共和党のヘンリー・ハイド（英語版）下院国際関係委員長の「行くべきでないと強く感じているわけではない（英語: Not strongey alone.）」という発言を、字幕テロップの日本語で「行くべきではないと強く思っている」と翻訳して報道した。のちに日本語字幕に正確ではない表現があったと釈明した。

筑紫哲也NEWS23を批判する立場からの文献
- 別冊宝島Real編集部『筑紫哲也「妄言」の研究・『NEWS23』、その印象操作＆偏向報道の作られ方』 ISBN 4-7966-3848-2
- 水間政憲『ニュースキャスター筑紫哲也を斬る・このままテレビの偏向報道を許していいのか もはや中国、北朝鮮の代弁者か』 ISBN 4-8174-0549-X
- 中宮崇『天晴れ! 筑紫哲也NEWS23』 ISBN 4-16-660494-5
- 西村幸祐『反日の構造』 ISBN 4-569-63996-8 - 「第4章 拉致家族と『朝日新聞』&筑紫哲也氏の深すぎる溝」にフォラツェン医師のインタビュー記事を所収。

## 関連番組
- JNN票決ライブ→選挙開票特別番組 票決!ライブ
- 乱!総選挙2005
- 乱!参議院選挙2007
- ニュースステーション
- 報道ステーション
- NEWS23→NEWS23X（後継番組）
- FNN NEWSCOM→ニュースJAPAN（裏番組）
- きょうの出来事（裏番組）